# تله عمیق
تله عمیق (به هندی: Gehri Chaal) فیلمی محصول سال ۱۹۷۳ و به کارگردانی سی.وی. سریدهار است. در این فیلم بازیگرانی همچون آمیتاب باچان، جیتندرا، هما مالینی، پریم چوپرا، بیندو ایفای نقش کرده‌اند.